# Alopecosa strandi
Alopecosa strandi este o specie de păianjeni din genul Alopecosa, familia Lycosidae. A fost descrisă pentru prima dată de Rosca, 1936. Conform Catalogue of Life specia Alopecosa strandi nu are subspecii cunoscute.